# 天野静香
天野 静香（あまの しずか、1984年5月。 - ）は、日本の映像ディレクター、クリエイター 。兵庫県出身。

## 略歴
多摩美術大学グラフィックデザイン学科卒業。株式会社ハットを経てDIRECTIONS入社。現在フリーランス。
テレビ番組や広告映像、ミュージックビデオの演出を中心に、
映像編集、CG制作、グラフィックデザイン、イラスト制作なども手掛けている。

## 作品一覧

### 演出
- おかあさんといっしょ『ガラピコぷ〜 』、歌クリップ（2016 - ）
- えいごであそぼ with Orton（2020 - 2021）
- マリーの知っとこ!ジャポン（2018 - 2019）
- シャキーン! ミュージックコーナー / ミライタイムズ」
- ビットワールド

### デザイン
- おかあさんといっしょ ファミリーコンサート - ポスター（2015 - 2019）
- ビットワールド - コーナーロゴ、CG制作
- 「ムジカ・ピッコリーノ メロトロン号の仲間たち」 - CDジャケット&ブックレット

### みんなのうた
- ◆は5分間1曲枠の楽曲。
- 北の風と太陽と / 構康憲（2012年12月・2013年1月放送）